# Robert Zagury
Robert Zagury (Casablanca, 6 agosto 1930) è un ex cestista francese.

## Carriera
Con la Francia ha disputato i Campionati del mondo del 1954, dove ha segnato 6 punti in 6 partite.